# Pälsdjursuppfödning
Pälsdjursuppfödning är en näringsgren som omfattar uppfödning av olika pälsdjur i syfte att använda djurens pälsar för pälsverk. Bland de arter som föds upp finns bland annat mink, räv, chinchilla, iller, får, mårdhund, sumpbäver och tvättbjörn.

## Historia och utveckling
Uppfödningen av pälsdjur startade på allvar i slutet av 1800-talet, först av mink och sedan av räv. Idag är det vanligaste djuret mink, vars päls ibland kallas nertz. De flesta av världens pälsar kommer från europeiska farmer. Den europeiska pälsdjursuppfödningen är koncentrerad till Danmark, Finland, Norge och Nederländerna. Kina är världens största enskilda importör och exportör av pälsverk  Det finns 6 000 pälsfarmer i EU. EU står för 67 procent av den globala minkproduktionen och 70 procent av rävproduktionen.
Danmark är det ledande minkproducerande landet, och svarar för nästan 40 procent av världsproduktionen.[källa behövs] På flera håll i världen är näringsgrenen kontroversiell och i delar av världen är den inte tillåten.

## Uppfödning i Sverige

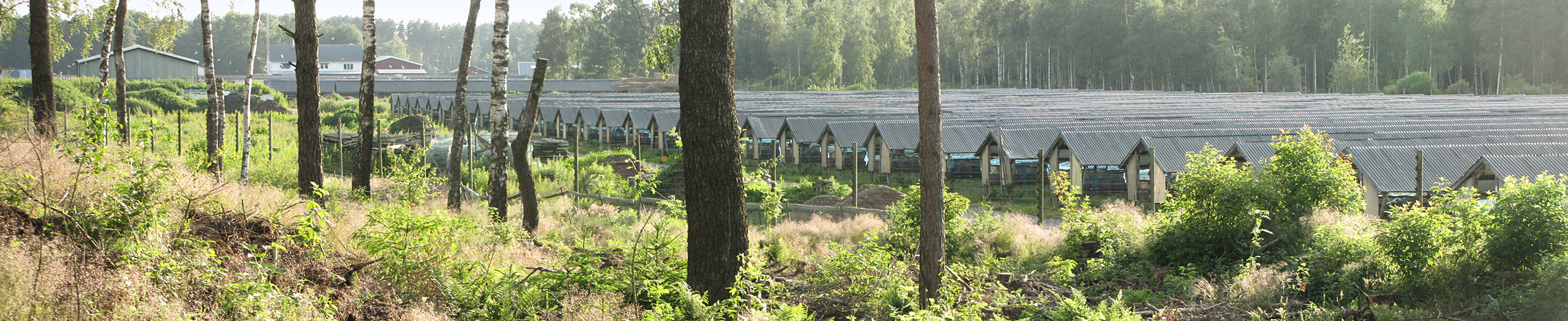
Minkfarm i Sverige.

Den sista pälsdjuruppfödningen som fanns i Sverige var uppfödning av mink. År 2025 lämnade alla kvarvarande 27 minkuppfödare in en ansökan om att få avveckla sina verksamheter till följd av att regeringen samma år tillsatt en utredning om förbud mot pälsdjursuppfödning. Rävfarmningen fasades ut 2001 och 2014 stängde den sista chinchillafarmen, till följd av strängare regler för hållningen av djuren.

### Mink

#### Minkfarmen, inhysning, kretslopp
Minkarna stallas vanligen upp i så kallade skugghus. Husen är 2–5 meter breda och 30–60 meter långa. I mitten av huset går fodergången och på vardera sidan om denna gång finns en rad med burar. Närmast mittgången ligger lyorna som är cirka 30 cm breda och 20 cm djupa med isolerad botten. Lyan ligger i buren som i sin tur är cirka 30 cm bred och upp till 90 cm lång. Varje bur är försedd med en färskvattennippel, en liggahylla som är utformad så att djuret kan iaktta omgivningen samt berikningsmaterial så som rör, bollar, grenar, springhjul, vattenbad eller liknande. Burgolvet är av nät, vilket möjliggör för djurets avföring och urin att falla ner på golvet under buren. Bolådan är inredd med bomaterial.
Minkhonan föder en kull valpar om året, vanligen i april-maj. När valparna är cirka fyra veckor gamla övergår de delvis från att dia till att äta fast föda. Avvänjningen sker tidigast vid åtta veckors ålder och senast vid tio veckor. Två vuxna djur får inte placeras tillsammans i en bur, förutom vid parning. Ett ungdjur får hållas tillsammans med moderdjuret efter avvänjning. Både ungdjuret och moderdjuret vara ämnade för att antingen gå i avel, eller pälsas till hösten så att utfodringen blir väl avvägt. Djuren får då mat två gånger om dagen fram till mitten av juli. Därefter sker utfodring en gång per dag. Djur vars päls skall bli pälsverk avlivas i slutet av november genom gasas med koldioxid tillsammans med andra minkar i en särskilt utformad avlivningsbur. Djuren dör vanligtvis inom 15 sekunder.[källa behövs]

#### Foder
Mink utfodras vanligen med en färskfoderblandning:
- 20-25 % slaktbiprodukter
- 40-50 % fisk och fiskbiprodukter
- 10-20 % allfoderblandning (vitaminer och en gröt på spannmål eller kokt potatis)
- 15-25 % vatten

Sveriges största foderkök ligger i Mjällby på Listerlandet och har en kapacitet om cirka 30 000 ton per år.

## Djurskydd i Sverige

### Svensk lagstiftning och djurskydd
När den nuvarande Djurskyddslag (1988:534) ersatte den gamla, uttalades att kravet på att djuren ska kunna "bete sig naturligt" även gällde pälsdjuren. Sedan den nya lagen infördes 1988 hade 90 procent av farmerna försvunnit till år 2010 på grund av den snabba strukturomvandlingen. Räv- och chinchillafarmer, som fanns till när lagen trädde i kraft, har gradvis avvecklats eftersom näringarna inte lyckades leva upp till de nya reglerna. 
4 § Djur skall hållas och skötas i en god djurmiljö och på ett
sådant sätt att det främjar deras hälsa och ger dem möjlighet

att bete sig naturligt. - Djurskyddslag (1988:534)
Pälsdjuren omfattas sedan 2012 av särskilda föreskrifter, Statens jordbruksverks föreskrifter och allmänna råd (SJVFS 2012:14) om uppfödning och hållande av pälsdjur. År 2017 träder föreskrifter i kraft som innebär dels att minkarna ska hållas i etagebur för att minkarna ska ges en komplex och varierad miljö,
dels att djurhållaren och övrig personal, med godkänt resultat, skall ha genomgått en utbildning hos Jordbruksverket. Den svenska minknäringen har även tagit fram ett eget djuromsorgsprogram, Minkhälsan, för att stötta farmarna och gå före lagen i djurskyddsarbetet. För medlemmar i Sveriges Pälsdjursuppfödares Riksförbund (SPR) är Minkhälsan obligatorisk.

 Exempel på en paragraf i förordningen för minkar: 
9 § Minkar ska utöver bomaterial, ha tillgång till olika föremål som stimulerar djuren till lek, tuggning, utforskning och fysisk aktivitet. Föremålen ska bytas ut tillräckligt ofta för att ge möjlighet till varierad aktivitet. - Pälsdjursföreskrifterna (SJVFS 2012:539)

### Myndighetskontroll

#### Länsstyrelserna gör kontrollerna
Länsstyrelserna gör årligen normalkontroller på minkfarmer runt om i landets län. Dessa kontroller ska vara regelbundna och riskbaserade enligt riskklassificeringsmodellen för djurskyddsobjekt som kallas SToRK. Kontrollerna och rapporteringen sker med vägledning av Jordbruksverket. Jordbruksverket har tagit fram en lista med kontrollpunkter för kontroll av pälsdjur. Länsstyrelserna är inte förpliktigade att använda sig av checklistan, så länge de uppfyller de lagstadgade kraven i sina kontroller och rapporter som myndighetsutövare. Vägledningen innehåller både allmänna och särskilda punkter för både mink och chinchilla. År 2019 visade nästan alla kontroller brister, enligt en kartläggning från Djurens Rätt.

### Utredningar

#### Pälsnäringsutredningen (SOU 2003:86)
Den rödgröna regeringen beslutade i maj 2002 att tillsätta statlig utredning för att utreda två handlingsvägar när det gäller pälsnäringen i Sverige: hur pälshållningen skulle förändras så att djurskyddslagen till fullo är uppfylld samt belysa konsekvenserna av en avveckling av etiska skäl. Utredningen kom att kallas Pälsnäringsutredningen (SOU 2003:86). Utredningen konstaterar att minkar i en alltför hög grad utövar stereotypier, som en följd av understimulans och restriktiv utfodring under vissa delar av året. Den sammantagna slutsatsen blev att lagen om natuligt beteende i djurskyddslagen inte uppfylldes för minkar. Utredningen ansåg att om uppfödarna inte lyckades minska på förekomsten av stereotypt beteende hos minkarna fram till slutet av 2010 skulle minknäringen helt eller delvis läggas ner.  Utredningen föreslog vidare forskning om åtgärder för bursystemet och kontinuerlig uppföljning av arbetet.

## Uppfödning i Finland

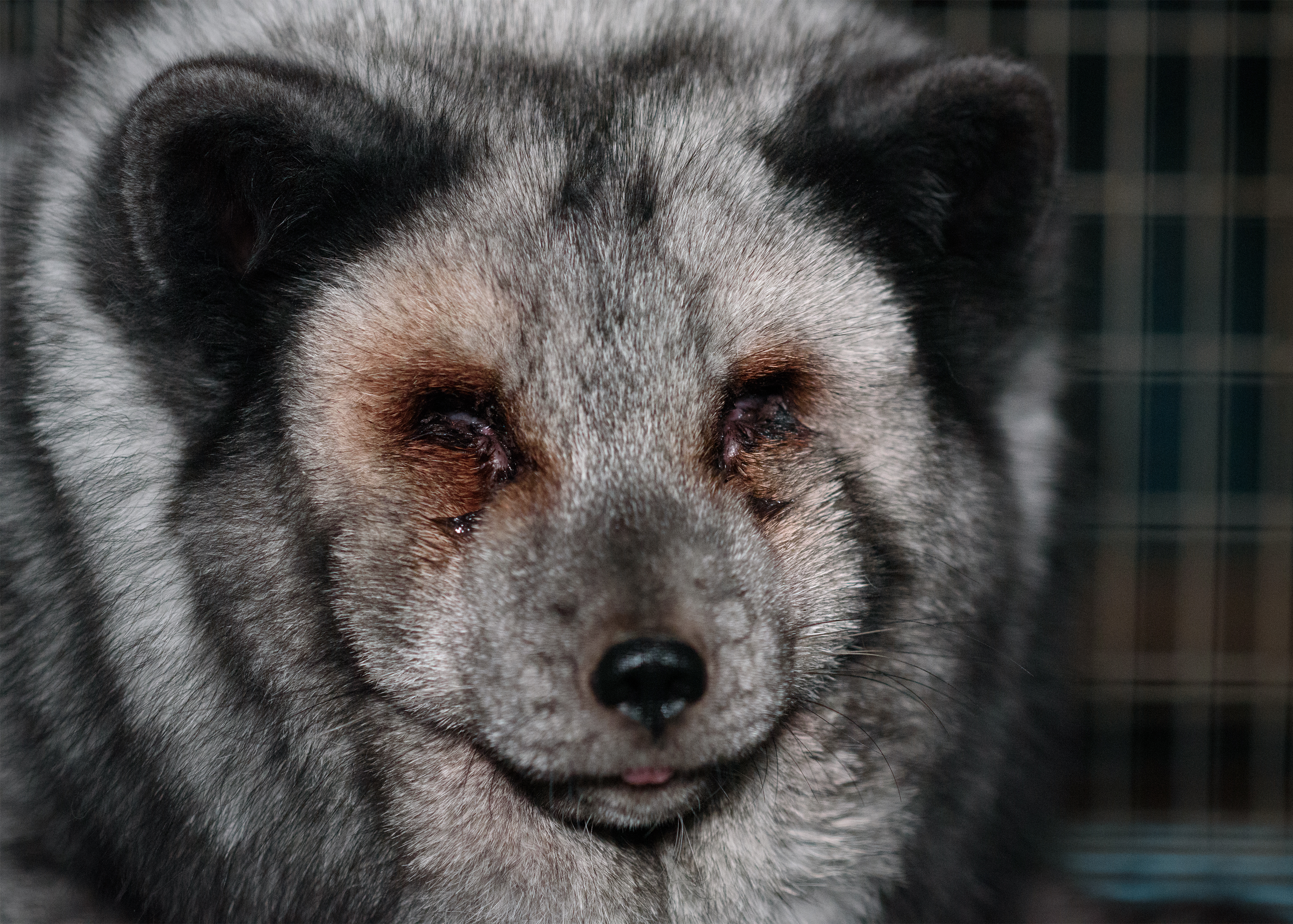
Finsk pälsdjur, 2018

Pälsdjursuppfödningen är en mycket viktig jordbruksnäring i Västra Finland. Ungefär 85% av produktionen finns i Österbotten längs kusten mellan Närpes i söder och Kalajoki i norr. Största delen av producenterna är svenskspråkiga. I Finland är uppfödningen av räv och i synnerhet blåräv dominerande. Produktionen ligger kring 1,5 miljoner räv och finnsjubb och 1,5 miljoner mink. Det finns idag cirka 800 pälsfarmer i Finland och näringen sysselsätter indirekt 5-7000 människor. Av produktionen går ca: 95% på export, varav den överlägset största delen till den kinesiska marknaden. Pälsdjursnäringen har en lång tradition och har sedan 1920-talet utvecklats till en högförädlad jordbruksnäring. Största delen av Finlands skinnproduktion säljs genom det börsnoterade auktionsbolaget Saga Furs OYj.

### Strikt övervakning
Nationell lagstiftning i samtliga Nordiska länder har skärpts de senaste åren. I Finland kommer planderad skärpningar från 2019 i djurskyddslagen att kräva ytterligare åtgärder för att förbättra djurhälsan. Finland har en egen stark centralorganisation för pälsdjursuppfödarna. Finlands Pälsdjursuppfödares Förbund r.f. (Suomen Turkiseläinten Kasvattajain Liitto r.y) Organisationen erbjuder främst rådgivnings- och intressevakningstjänster för sina medlemmar och upprätthåller en egen tidning Finsk Pälstidskrift.

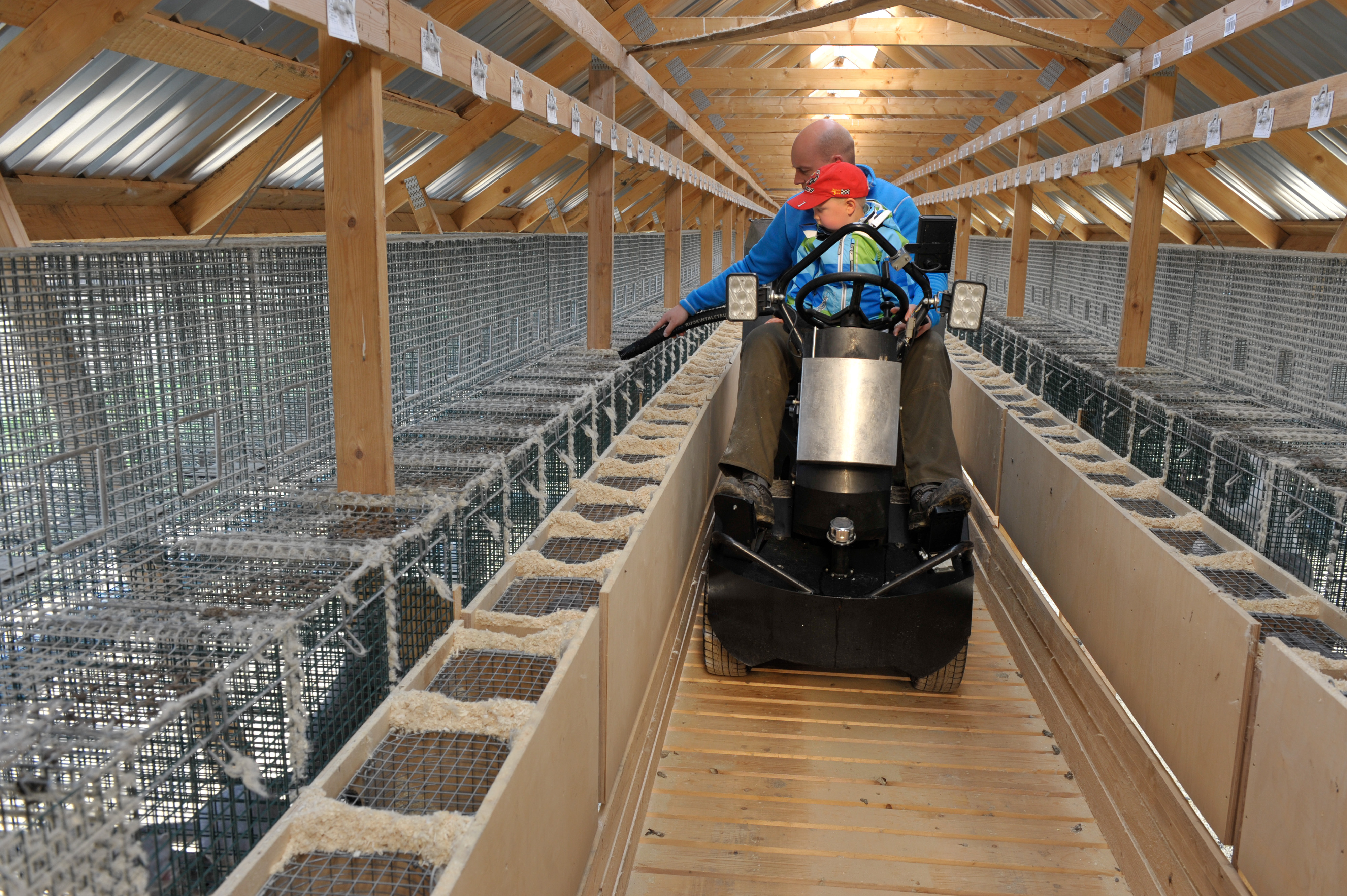
Farmerna i Finlands drivs främst som små och medelstora familjefarmer där man ofta i generationer fött upp pälsdjur. Här en finländsk farmare i utfodringsarbete med sin son.

### Djurskydd i Finland
Pälsdjursnäringen är idag en mycket hårt övervakad och reglerad jordbruksnäring. År 2011 trädde en omfattande burreform i kraft i Finland som förpliktigade pälsdjursfarmarna att förstora samtliga burar. Kostnaderna för detta beräknades till tiotals miljoner euro. Samtidigt infördes bestämmelser om skärpt dimensionering av djurantal. År 2013 genomdrevs bestämmelser om obligatorisk utbildning för personal som arbetar med avlivning och samtidigt togs också ett obligatoriskt system för uppföljning av utrustningens funktion och avlivningsrutiner i bruk. I motsats till de flesta andra produktionsdjur genomförs inga transporter till avlivning. Djuren avlivas på hemmafarmen genom gasning för mink och genom en kraftig elstöt för räv som omedelbart avlivar djuret.

#### Ny djurskyddslag
År 2019 planeras en ny djurskyddslag att tas i bruk och detta medför ytterligare krav på bland annat bevattningssystem och hälsovårdsrutiner. Djurhälsan på farmerna övervakas av statens tillsynsverk EVIRA. Veterinärgranskningar kan göras slumpmässigt på farmer och utan förvarningar. Pälsdjursnäringen i Finland har också egna veterinärer samt ett eget laboratorium som arbetar med att övervaka och utveckla pälsdjursuppfödningen.

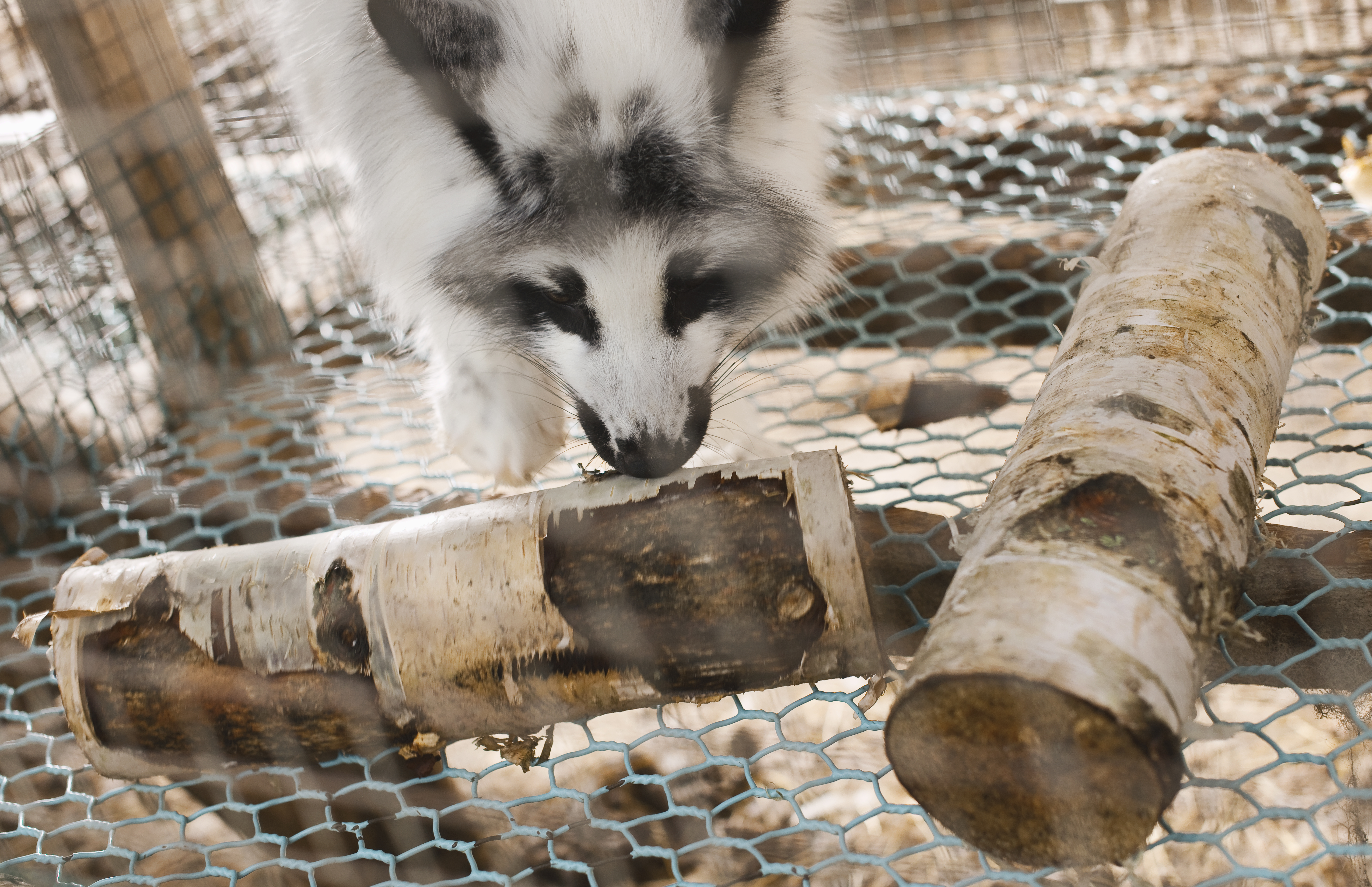
Djurrättsfrågor övervakas noggrant i Finland av Evira och rävar ska till sitt förfogande ha stimulans i form av bitmaterial. Evira övervakar också andra djurskyddsbestämmelser och uppföljning och dokumentation av hälsläget.

### Miljöhantering i Finland
Pälsdjursnäringen i Finland vill framstå som företrädare för bioekonomin. Det innebär att man eftersträvar slutna kretslopp och effektiva rutiner för återanvändning. För foderframställningen använder man främst restbiprodukter från slakterier som annars skulle bli problemavfall. För ett tiotal år sedan trädde bestämmelser i kraft att skugghus ska byggas på vattentäta underlag där urin och flödesvatten samlas upp där det kan renas. Större anläggningar är ålagda att bygga egna reningsverk. Gödseln samlas upp och tas till vara inom jordbruket eller till framställning av biobränslen. Miljötillstånd är beroende av anläggningarnas storlek övervakade av länsförvaltningen eller kommunerna. Byggande av större farmer kräver idag omfattande utredningar av miljökonsekvenser och garanterar grannar och markägare ett omfattande system för rättstrygghet.

### Certifieringssystem i Finland
I samtliga nordiska länder har man gått in för egna kvalitetscertifieringssystem för att stärka egenkontrollen av uppfödningen. I Finland har man sedan 2005  utvecklat ett eget certifieringssystem där farmarna förpliktigas att uppfylla krav på djurhälsa, uppföljning och miljöåtgärder. Idag uppfyller närmare 95% av alla farmer certifieringskriterierna. Certifieringssystem är för flera stora modehus en förutsättning för att skinn ska tas in i kollektionerna och Finland har gått i spetsen för utformandet av nationella certifieringssystem. Från och med 2017 har man i hela Europa gått in för att genomdriva en enhetlig standard för uppföljning av djurhälsan – Welfur implementeras i Finland enligt övergripande europeiska överenskommelser och certifieringssystemet auditeras av utomstående organisationer.

### Foder i Finland
I Finland finns nio fodercentraler och de två största foderköken är NYKO i Nykarleby och Torp Frys i Pedersöre.

### Politiskt läge i Finland
Stödet för pälsdjursnäringen i Finland är bland det högsta i Europa. I Finland har det genomförts ett medborgarinitiativ i syfte att förbjuda pälsdjursnäringen år 2013. Initiativet omkullkastades med 146 röster mot 36 i Riksdagen och pälsdjursnäringen har idag alla stora partiers stöd som en laglig näring. Endast Vänsterförbundet och De Gröna motsätter sig näringen. Fortsättningsvis förekommer kritik mot pälsdjursuppfödning men en stabil majoritet av Finlands befolkning godkänner uppfödningen av pälsdjur så länge som den görs i enlighet med de bestämmelser som gäller för djurhushållning. När det gäller certifierad produktion är stödet för pälsdjursuppfödningen ännu större. Olika djurrättsorganisationer har bl.a. genom att bryta sig in på farmer tagit olagliga foton och videoupptagningar och publicerat dessa. Olagliga dokumentationer har dock inte i påverkat stödet för uppfödningen.
2023 rapporterades det att flera finska banker nekat lån till pälsdjursuppfödare. Den huvudsakliga anledningen var att bankerna bedömde verksamheten som alltför ekonomiskt osäker, bland annat på grund av risken för olika pälsdjur att drabbas av fågelinfluensa.

## Förbud i andra länder
Ett flertal länder har förbjudit djurhållning och djuruppfödning med syfte att avliva dem för skinnets och pälsens skull. Länder som har förbjudit slakt och uppfödning inkluderar: Storbritannien, Nordirland, Österrike, Kroatien, Slovenien, Tjeckien, Bosnien och Hercegovina, Serbien, Nordmakedonien, Italien, Frankrike, Nederländerna, Belgien, Estland, Irland, Lettland, Luxemburg, Malta och Slovakien. Schweiz och Tyskland har strikta djurskyddsregler, exempelvis krav på simbassäng, som har lett till att näringen helt eller nästintill har försvunnit. I Ungern har man förbjudit avel av minkar, rävar, mårdar och sumpbäver, om syftet är att föda upp sådana djur för deras päls.
I Norge beslutades det 2019 att pälsdjursuppfödning ska upphöra senast i februari 2025. Delstaten São Paulo i Brasilien förbjöd pälsuppfödning 2014.

## Kontroversiell näringsgren
Pälsdjursuppfödning framstår i samhällsdebatten som en kontroversiell näringsgren eftersom många motsätter sig denna verksamhet. En opinionsundersökning från 2014 visar att 78 procent av Sveriges befolkning inte tycker att det ska vara tillåtet att föda upp minkar i bur för deras päls. Det är en ökning på nio procentenheter sedan 2013. Endast 17 procent svarade att de vill att det ska vara tillåtet. Kritiken handlar delvis om det faktum att djuren dödas enbart för pälsen, som anses vara är en onödig lyxprodukt som det finns fullgoda alternativ till. Men även de små burarna och stimulansfattiga miljöerna på farmerna möter mycket kritik såväl från djurrättsrörelsen som av myndigheter och veterinärer, bland annat för att inte leva upp till den svenska djurskyddslagens krav. År 2020 gick 120 forskare och veterinärer samman i en uppmaning om att avveckla minkfarmerna med anledning av de djurskyddsbrister och smittrisker som finns. Djurrättsrörelsen hävdar även att många pälsfarmer sköts illa, något som påverkar djurens hälsa. Kritiken har ibland gått så långt att pälsuppfödare hotats, att deras verksamhet störts och att djuren släppts ut ur burarna. Cirka 90 procent dör till följd av frigivningen eftersom de inte är vana att jaga och saknar egna revir, och därmed svälter ihjäl. De som släpper ut minkar försvarar sig med att om minkarna blir kvar på farmerna så dör istället 100 procent av djuren och det kostar uppfödarna pengar och resurser. Flera djurrättsorganisationer, bland annat Djurens Rätt, tar dock avstånd från olagliga och våldsamma metoder .

### Miljöpåverkan
Päls är energikrävande att producera – 15 gånger mer än syntetisk päls. Även en oberoende studie på farmer i Belgien och Nederländerna fann att päls är mycket mer skadligt för miljön än textilier. Även utsläppen på minkfarmer har vållat problem, en rapport från länsstyrelsen i Blekinge skriver: "Troligt är att minkbranschen har bidragit till många förorenade områden med höga risker för både människor och miljön"

### SARS-CoV-2
Under 2020 drabbades flera länder inklusive Nederländerna, Danmark och Sverige av omfattande smittspridning av SARS-CoV-2 bland minkar på minkfarmer. Det framstod tydligt att mink hade en särställning bland djur, såväl när det gäller sannolikhet att infekteras med SARS-CoV-2, som förmåga till uppförökning av viruset samt smittspridning till människor. Anledningen att minkar drabbas i högre grad än andra djur beror på att de har receptorer i luftvägarna där viruset kan ta sig in i kroppen. Under 2021 infördes med anledning av detta ett avelsförbud på svenska minkfarmer som flera experter och djurskyddsorganisationer menade borde fortsätta även 2022.